# Gaeumannomyces amomi
Gaeumannomyces amomi är en svampart som beskrevs av Bussaban, Lumyong, P. Lumyong, McKenzie & K.D. Hyde 2001. Gaeumannomyces amomi ingår i släktet Gaeumannomyces och familjen Magnaporthaceae.   Inga underarter finns listade i Catalogue of Life.